# Mesozone
Die Mesozone (griech: μέσος (meso-) „mitten“ und ζώνη zōnē „Gürtel“) ist in der Geologie und Petrologie ein veralteter Begriff für eine Fazies der Gesteins-Metamorphose. 
Sie umfasst den Bereich der regionalen Metamorphose mit Temperaturen zwischen 300 und 700 °C sowie mittleren allseitigen Drücken und ist die mittlere Stufe der Gesteinsumwandlung. Der Begriff findet heute noch in den Fällen Anwendung, in denen sich keine genaueren Aussagen über die Bildungsbedingungen machen lassen.
Für die Mesozone ist die Neubildung unter anderem folgender Minerale charakteristisch, die sich abhängig vom Ausgangsgestein aufgrund der Druck- und Temperaturbedingungen bilden können:
- Biotit
- Muskovit
- Hornblende
- Staurolith
- Disthen
- Granat

Die Gesteine der Mesozone sind unter anderem Glimmerschiefer, Quarzit, Amphibol und Marmor. Die Effekte der mesozonalen Metamorphose sind aufgrund der verstärkten Mineralneubildung in den meisten Fällen deutlich bemerkbar.
Die Stufe der in einem Gestein erreichten Metamorphose wird heute mit der von Pentti Eskola entwickelten metamorphen Fazies beschrieben. In dieser Fazies spiegelt das Auftreten von charakteristischen Mineralen einen eng begrenzten Druck- und Temperaturbereich wider. Die einzelnen Stufen sind die Zeolith-, Prehnit-Pumpellyit-, Blauschiefer-, Grünschiefer-, Amphibolit-, Granulit- und Eklogit-Fazies. Der Mesozone entsprechen ungefähr die Blauschiefer-, Grünschiefer- und Amphibolit-Fazies.